# Malattia di Köhler
La malattia di Köhler è una rara malattia infantile delle ossa del piede.

## Epidemiologia e storia
Colpisce prevalentemente i maschi rispetto alle femmine e l'incidenza è massima nei bambini di età compresa tra sei e nove anni. Fu descritta per la prima volta nel 1908 dal radiologo tedesco Alban Köhler. Nel febbraio 2010 la rivista statunitense Journal of the American Medical Association riportava uno studio secondo cui il faraone Tutankhamon sarebbe morto in seguito alle complicanze della malaria associate a questa patologia.

## Eziologia
La patologia è determinata da un infarto a carico dell'osso scafoide; in seguito allo stato ischemico, il tessuto osseo va in necrosi, determinando un collasso dell'osso. In seguito alla terapia si ha una buona remissione del quadro sintomatologico, anche se, in certi casi, la patologia può ripresentarsi nell'individuo adulto.

## Clinica

### Segni e sintomi
La sintomatologia della malattia di Köhler consiste soprattutto in un quadro doloroso associato ad edema della regione mediale del dorso del piede con un'importante limitazione funzionale (claudicazione). I pazienti affetti dalla patologia tendono a caricare il peso del corpo sulla regione laterale del piede.

### Esami di laboratorio e strumentali
La diagnosi è radiologica; è sufficiente una radiografia, che mostra una sclerosi ed un appiattimento dell'osso scafoide.

## Trattamento
La terapia consiste solitamente nel riposo del piede affetto, associata all'assunzione di analgesici. Nei casi acuti, il piede viene immobilizzato con un apparecchio gessato che arriva fino al bordo inferiore del ginocchio; l'apparecchio è tenuto per 6-8 settimane. In seguito alla rimozione del gesso, viene prescritto l'utilizzo di un plantare per circa 6 mesi. Importante è anche un moderato esercizio fisico, associato alla fisioterapia.

### Prognosi
La prognosi è molto buona; gran parte dei casi si risolvono entro due anni dalla diagnosi.